# 柏林庄镇
柏林庄镇是中国山东省烟台市莱阳市下辖的一个镇。

## 行政区划
柏林庄镇下辖柏林庄村、鞠家沟村、转曲莲村、桑家夼村、焦家店村、黄花沟村、北小平村、北侯家夼村、南小平村、北李家庄村、柳古庄村、白藤口村、北臧家疃村、西枣行村、东枣行村、西孙家夼村、陡山村、湾儿口村、白石埠村、叶家庄村、褚家疃村、北汪家疃村、台子村、小埠顶村、刘家疃村、全家屯村、视家楼村、北阎家庄村、北李家疃村、周家疃村、杨家疃村、于家店村、南臧家疃村、西马山村、南汪家疃村。